# Индийская гигантская летяга
Индийская гигантская летяга (лат. Petaurista philippensis) — грызун из рода гигантских летяг семейства беличьих. Обитает в центральном и южном Китае, Индии, Индонезии, Мьянме, Вьетнаме и Таиланде, на Шри-Ланке и Тайване.
Длина животного (тело+голова) составляет около 43 сантиметров, хвост: у самцов — около 50 сантиметров, у самок — около 52 сантиметров; взрослые особи достигают массы 1,65 килограммов, хотя обычная масса: самца — 1,26 килограммов, самки — 1,334 килограммов; половой диморфизм выражен слабо. Окрас — от тёмно-коричневого до чёрного, нос — бледно-розовый. Обитают на высотах от 100 до 2500 метров над уровнем моря.
Ведут древесный ночной образ жизни, обитают как в лиственных, так и вечнозелёных лесах. Гнездуются в дуплах и других пустотах деревьев (чаще в мадуке длиннолистной), выкладывая гнездо корой, шерстью, мхом и листьями. При изобилии пищи летяги достаточно коммуникабельны друг с другом, при её недостатке агрессивность летяг по отношению друг к другу заметно возрастает. Голос индийских летяг напоминает голос «чёртовой птицы» — непальского филина. Длина полёта в среднем составляет около 20 метров со скоростью около 7,5 м/с.
Сезон размножения — дважды в год: в феврале-марте и июле-августе, каждый длится по две недели, за сезон каждая самка спаривается с 3—5 самцами. В помёте бывает один детёныш, который рождается спустя 1,5 месяца после зачатия. Детёныш при рождении слеп и имеет непропорционально крупную голову, его масса составляет около 56 граммов. Воспитанием детёныша занимается только мать, детёныш-самец обретает самостоятельность через 3 месяца после рождения, детёныш-самка — через полгода.
Индийская гигантская летяга питается в основном плодами, но также употребляют в пищу кору, древесную смолу, листья (особенно фикуса кистевидного), насекомых и личинок.